# Santiago-Pontones
Santiago-Pontones è un comune spagnolo di 4 267 abitanti situato nella comunità autonoma dell'Andalusia.

## Amministrazione
Il comune fu istituito nel 1975 a seguito della fusione di Pontones e Santiago de la Espada.

## Geografia fisica
Nel territorio comunale nasce il Segura e scorre il Guadalquivir.